# Fulco de Neuilly
Fulco de Neuilly (muerto en 1201) fue un predicador francés del siglo XII, y sacerdote de Neuilly-sur-Marne. Sus predicaciones fomentaron la Cuarta Cruzada.
El sacerdote de Neuilly en 1191, asistió a las conferencias de Pedro el Cantor en París. Empezó a predicar, y se ganó una reputación por su piedad y elocuencia. Fue invitado a predicar para una cruzada por el papa Inocencio III en 1199. Tanto Simón IV de Montfort como Alix de Montmorency fueron influidos por él.
Su entusiasmo asiduo en el cumplimiento de su misión dio lugar a rumores sobre el uso realizado de las sumas monetarias que produjo. Murió poco después.